# Upeneus parvus
El salmonete rayuelo o salmonete rayado (Upeneus parvus) es una especie de peces de la familia Mullidae en el orden de los Perciformes.

## Morfología
Los machos pueden llegar alcanzar los 30 cm de longitud total, con ocho espinas en la aleta dorsal y dos espinas en la aleta anal. Presenta unas características rayas oscurs que cruzan ambos lóbulos de la aleta caudal.

## Distribución geográfica
Se encuentra en el océano Atlántico occidental desde Carolina del Norte (Estados Unidos) y Puerto Rico hasta Santa Catarina (Brasil), así como en el mar Caribe oriental. Ausente de las Bahamas, Bermuda y del Caribe occidental.

## Hábitat
Es un pez de mar tropical y de comportamiento demersal, que habita normalmente entre los 40 y 70 metros de profundidad.